# OU-0908
La OU-0908 es una carretera comarcal perteneciente a la Red de Carreteras de la Diputación de Orense. Discurre íntegramente por la comarca de Viana uniendo Viana del Bollo (OU-533) con Villarino de Conso.

## Recorrido
El trazado de la OU-0908 comienza en Viana del Bollo (OU-533) y transcurre en dirección oeste hasta llegar a Villarino de Conso donde enlaza con la carretera local (sin numeración oficial) dirección La Gudiña y la OU-0701 hasta la OU-636 cerca de Puebla de Trives.
- Datos: Q48781510